# 高光洵
高 光洵（コ・グァンスン、こう こうじゅん、朝鮮語: 고광순、1848年 - 1907年）は、李氏朝鮮末期の義兵長。字は瑞白、号は鹿川。本貫は長興高氏。全羅南道潭陽郡出身。
文禄・慶長の役時の義兵長高敬命の子孫である。
奇宇萬と一緒に義兵を起こして日本軍と戦ってから求礼郡で戦死した。

## 叙勲
1962年、 建国勲章独立賞を叙勲された。